# Le Bouchon-sur-Saulx
 Le Bouchon-sur-Saulx  es una población y comuna francesa, en la región de Lorena, departamento de Mosa, en el distrito de Bar-le-Duc y cantón de Montiers-sur-Saulx.

## Demografía
| 272 | 266 | 265 | 275 | 245 | 219 |
| Para los censos de 1962 a 1999 la población legal corresponde a la población sin duplicidades (Fuente: INSEE [Consultar]) |     |     |     |     |     |